# Tanworth-in-Arden
Ne doit pas être confondu avec Tamworth.
Tanworth-in-Arden est un village et une paroisse civile du Warwickshire, en Angleterre. Il est situé dans l'ouest du comté, à une vingtaine de kilomètres au sud du centre-ville de Birmingham. Administrativement, il relève du district de Stratford-on-Avon.
Au recensement de 2011, la paroisse civile de Tanworth-in-Arden, qui comprend également les hameaux voisins de Earlswood, Wood End, Forshaw Heath, Aspley Heath et Danzey Green, comptait 3 104 habitants.

## Toponymie
Le nom du village n'est attesté qu'en 1201, sous la forme Tanewrthe. Il pourrait désigner un pré clos avec des branchages, à partir des éléments vieil-anglais tān et weorþ. La deuxième partie du nom fait référence à la situation du village au cœur de la forêt d'Arden (en).

## Patrimoine

### Lieux et monuments
- L'église paroissiale de Tanworth-in-Arden est dédiée à Marie Madeleine. Le gros du bâtiment remonte aux années 1330, avec des ajouts et réfections ultérieures. Elle constitue un monument classé de Grade I depuis 1967[3].
- Umberslade Hall, un manoir de la fin du XVIIe siècle, se situe à la limite entre Tanworth-in-Arden et Nuthurst (en). C'est un monument classé de Grade II* depuis 1952[4].

### Personnalités liées
- Le biochimiste Frederick Sanger (1918-2013) passe une partie de son enfance à Tanworth-in-Arden[5]
- Le haut fonctionnaire John Hunt (1919-2008), qui occupe le poste de secrétaire du cabinet de 1973 à 1979, est anobli en 1980 avec le titre de « baron Hunt de Tanworth[6] ».
- Le musicien Nick Drake (1948-1974) a passé son enfance à Tanworth et il y est mort. Il est enterré dans le cimetière de l'église paroissiale[7].
- Le pilote automobile Mike Hailwood (1940-1981) réside à Tanworth au moment de sa mort dans un accident de la route. Il y est enterré.
- Le pilote automobile Chris Hodgetts est né à Tanworth-in-Arden en 1950.